# 이노정
이노정(二老亭)은 대한민국 대구광역시 달성군에 위치한 누정이다. 1991년 5월 14일 경상북도의 문화재자료 제246호로 지정되었다가, 행정 구역 개편에 따라 1995년 5월 12일 대구광역시의 문화재자료 제30호로 재지정되었다.

## 개요
조선 성종 때 대유학자인 김굉필과 정여창이 무오사화로 화를 당하여 시골로 내려와 지내면서 시를 읊고 풍류를 즐기며 학문을 연구하던 곳이다. ‘제일강정’(第一江亭)이라고도 하며, ‘이노정’(二老亭)이라는 이름은 김굉필, 정여창을 두 늙은이라 칭하여 붙인 이름이다.
이노정은 1885년(조선 고종 22년)에 영남 유림에서 두 분을 추모하기 위하여 고쳐 지었고, 1904년(고종 41년)에도 고쳤다. 건물 규모는 앞면 4칸·옆면 2칸이며, 지붕은 옆에서 볼 때 여덟 팔(八)자 모양인 팔작지붕이다. 처마 아래에는 가운데에 ‘이노정’과 ‘제일강정’이라는 현판이 걸려 있고, 앞면 둥근 기둥에는 두 분이 지은 ‘유악양’(遊岳陽)이라는 시가 현판에 있어 운치를 더하고 있다.
이노정은 우물마루를 둔 정자 건축에서는 흔히 볼 수 없는 특이한 평면 형식을 갖추고 있다. 또한 마루 천장에는 우물 정(井)자 모양의 통풍구를 두어 산바람, 강바람의 유통을 자연스럽게 이용하고 있어 선조들의 지혜를 엿볼 수 있다.

## 참고 자료
- 이노정 - 국가유산청 국가유산포털